# Acapte
 (octobre 2022).
Au Moyen Âge, l'acapte était un droit casuel, un droit de mutation exigible lors de la mort du seigneur ou du censitaire.
L'acapte correspondait au doublement de la rente, mais il pouvait aller jusqu'à la totalité des fruits d'une année à choisir sur trois années. L'acapte était le droit dû par le censitaire à la mort du seigneur et l'arrière-acapte le droit dû par ses successeurs à la mort du tenancier ; mais dans d'autres régions c'était l'inverse.
Acapte, capte, arrière-capte étaient des mots utilisés surtout dans la Guyenne et une partie du Languedoc. Ils avaient de nombreux synonymes dont le marciage. Dans le ressort de Bordeaux, l'acapte se prescrivait par dix ans, dans celui de Toulouse par vingt-neuf ans seulement.

### Pages connexes
- Casuel